# Route nationale 101 (Italie)
Pour les articles homonymes, voir Route nationale 101.
La route nationale 101 (SS 101, Strada statale 101 ou Strada statale "Salentina di Gallipoli") est une route nationale d'Italie, située dans les Pouilles, elle relie Lecce à Gallipoli sur une longueur de 37,8 km.

## Parcours

Parcours de la SS 101.